# Ioan M. Bujoreanu
Ioan M. Bujoreanu (n. 3 august 1834, București, Țara Românească – d. 1 august 1899, București, România) a fost un prozator, dramaturg și publicist român.

## Biografie
S-a născut în familia pitarului Mihalache Bujoranul și al soției sale, Ralița sau Ralu (n. Lupoianul), fiind descendent al unor mici boieri cu o stare materială bună din Tărtășești. A studiat la pensioane particulare din București și apoi la Colegiul „Sf. Sava”. După absolvirea studiilor a deținut mai multe slujbe publice în administrație și în diferite instituții din București și din alte orașe ale țării: corespondent al Oficiului Statistic, judecător la Tribunalul din Ploiești (1866), referent la Ministerul de Interne, director de prefectură, apoi redactor, director (1870) și subdirector (1888) al Monitorului Oficial. A practicat, pentru o perioadă, și avocatura. A alcătuit mai multe culegeri de texte juridice, printre care Cod comunal (1871) și Colecțiune de legiuirile României vechi și noi care s-au promulgat până la finele anului 1870 (I-III, 1873-1885).

## Activitatea literară
Ioan M. Bujoreanu a desfășurat o bogată activitate literară. Debutul său literar a avut loc în anul 1853, când a publicat în revista Vestitorul românesc o traducere a nuvelei „Celestina” de Jean-Pierre Claris de Florian. A realizat traduceri din Boccaccio, Florian și Paul de Kock și a colaborat cu poezii ocazionale și fragmente de proză la Anunțătorul român și la Satyrul lui B. P. Hasdeu.
Este autorul mai multor comedii și canțonete comice, în care satirizează moravurile sociale ale vremii. Comediile sale sunt ușurele, cu personaje schematice și cu un conflict facil, dar dialogul este vioi și plin de naturalețe. Comedia Cuconu Zamfirache prefigurează mediul social din O noapte furtunoasă de I.L. Caragiale, iar în celelalte piese de teatru ale lui Bujoreanu descriu o lume măruntă (negustori, avocați chilipirgii) din mahalalele bucureștene.
Cea mai cunoscută operă literară a lui Bujoreanu este romanul foliletonistic Mistere din București (I-II, 1862), care, prin intermediul relatărilor lui Ștefan Lungeanu către fratele său recent întors de la Paris, reconstituie mediul corupt al protipendadei bucureștene, dezvăluind o serie de intrigi tenebroase și de acțiuni violente. Au loc răsturnări de situații și coincidențe improbabile, iar portretele multor personaje sunt caricaturale. Romanul iese în evidență printr-un schematism etic pronunțat, dar, cu toate acestea, unele tablouri din viața societății bucureștene sau din viața țăranilor din apropierea Bucureștilor sunt prezentate minuțios și expresiv. Ioan M. Bujoreanu propagă idealuri sociale umanitare, iar romanul său se ridică prin originalitatea sa deasupra prozelor românești (precum cele ale lui George Baronzi și C.D. Aricescu) care imitau scrierile lui Eugène Sue și constituie un element de evoluție către proza lui Nicolae Filimon.

## Opera
- Fata supt epitrop. Comedie în un act cu cântece, Ioanid, București, 1855;
- Momente de distracție sau Bune aventuri, București, 1857;
- Teatru, Ioanid, București, 1857;
- Revederea Moldovei cu România subt Alecsandru Ioan I în 1859, București, 1859;
- Mistere din București, I-II, București, 1862 (ed. îngrijită, note, glosar și bibliografie de M. Barbu, pref. de Ștefan Cazimir, 1984);
- Judecata lui Brânduș. Comedie în trei acte, București, 1864;
- Degradarea instituțiunei statistice și abuzuri statistico-tipografice comise de D. I. Petrescu și Cnie, București, 1866;
- Cauza nedreptăților făcute în numirea funcționarilor administrativi și propunere pentru un proiect de lege de admisibilitate, înaintare și destituire a acestor funcționari, București, 1866;
- Mizeriile din districtul Vlașca sau despotism, abuzuri, ilegalități, București, 1867;
- Itinerariul funcționarilor administrativi, București, 1870;
- Cod comunal, București, 1871;
- Colecțiune de legiuirile României vechi și noi care s-au promulgat până la finele anului 1870, I-III, București, 1873-1885;
- Legi, regulamente, tratate, convenții etc. emanate de la Ministerul de Externe, editor, București, 1885;
- Zulufenblum sau Drepturile ebreilor. Canțonetă-satiră, București, 1879;
- O floare la Plevna. Romanță, București, 1880;
- Zapciu. Canțonetă-satiră, București, 1881;
- Bătăușii. Tablou de moravuri, București, 1894;
- Codicele de comerciu, București, f.a.;
- Ebrei în România, București, 1885;
- Pionierii romanului românesc, antologie, text stabilit, note și pref. de Ștefan Cazimir, București, 1962.

### Traduceri
- Jean-Pierre Claris de Florian, Trei novele, București, 1853;
- Paul de Kock, Lăptărița din Montfermeil, București, 1855;
- Paul de Kock, Madelena, București, 1857;
- Cunoștințe folositoare. Traducțiuni și prelucrări, I-II, București, 1865-1866.